# John Middleton Murry
John Middleton Murry (Peckham, 6 agosto 1889 – Londra, 12 marzo 1957) è stato uno scrittore, giornalista e critico letterario inglese.
Scrittore prolifico, pubblicò più di 60 libri, migliaia di saggi e recensioni sulla letteratura, sui temi sociali, politici e religiosi. Eminente critico, è maggiormente conosciuto per la sua associazione a Katherine Mansfield, della quale fu il secondo marito, sposata il 3 maggio 1918, e, dopo la sua morte, curatore delle opere. Nel 1911 intraprese anche la sua carriera di editore, fondando la rivista avanguardista Rhythm (1911-1913). Fu amico di David Herbert Lawrence e di sua moglie Frieda - con la quale ebbe una breve relazione - e Thomas Stearns Eliot. L'amicizia con Lawrence lo spinse a impegnarsi nel modernismo in letteratura.

Nel 1912 iniziò anche la carriera giornalistica scrivendo per il giornale The Westminster Gazette per il quale collaborò fino al 1914 e, successivamente, per il Time Literary Supplement dal 1914 al 1918.
Fu direttore della rivista Athenaeum dal 1919 al 1921 e dell'Adelphi dal 1923 al 1948. Fu studioso di William Shakespeare e John Keats.
Dalla seconda moglie, Violet Le Maistre, ebbe un figlio che divenne anch'egli scrittore: John Middleton Murry junior.

### Edizioni italiane
- Shakespeare, traduzione di Francesco Lo Bue, Collana Saggi n.163, Torino, Einaudi, 1953.
- Shakespeare allo specchio. L'uomo e l'artista, Ghibli, 2016, ISBN 978-88-68-01126-0.

### Curatele
- Katherine Mansfield, Diario, Milano, Dall'Oglio.
- Katherine Mansfield, Epistolario. Le lettere a John Middleton Murry, 1913-1922, Collana La Cultura n.43, Milano, Il Saggiatore, 1961.